# 波音轨道飞行测试2号
波音轨道飞行测试2号（英語：Boeing Orbital Flight Test-2，又称Boe OFT-2）是波音公司再次执行之前失败的轨道飞行测试任務（OFT-1）。这次无人任务是美国国家航空航天局商業載人計劃的一部分。波音轨道飞行测试2号使用波音星际航线飞船，於2022年5月19日發射，飛行任务持续6天。在此期间，于5月21日与国际空间站成功交会对接，之后脱离对接并于5月25日在白沙导弹靶场着陆。